# サウンド・システム

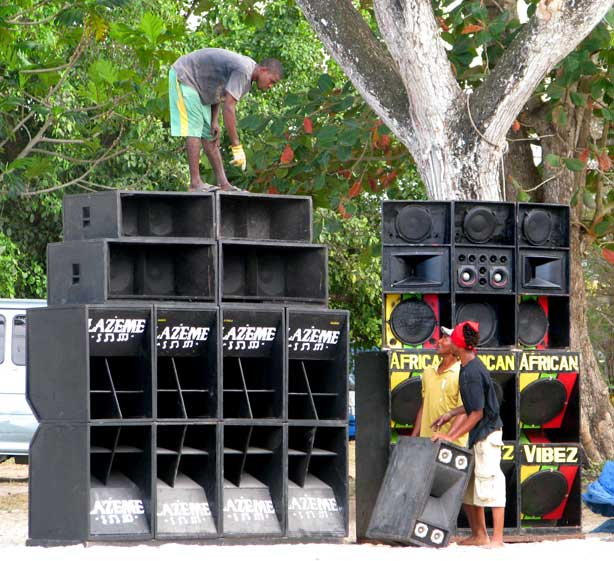
搬入中のサウンド・システム

サウンド・システム (sound system) は、野外ダンスパーティーを提供する移動式の音響設備、および提供する集団を指す。略して単にサウンドとも言う。1950年代のジャマイカで誕生し、同国のスカ、ロックステディ、レゲエ、ダンスホールレゲエなどにおいて、欠かすことのできない要素である。
また、ジャマイカのサウンド・システムという形式および言葉から派生して、現在ではテクノやレイヴ、ヒップホップ、カリプソなど、レゲエ以外の音楽ジャンルでも使用されている。この項では主にレゲエにおける事柄について示す。

## 概要

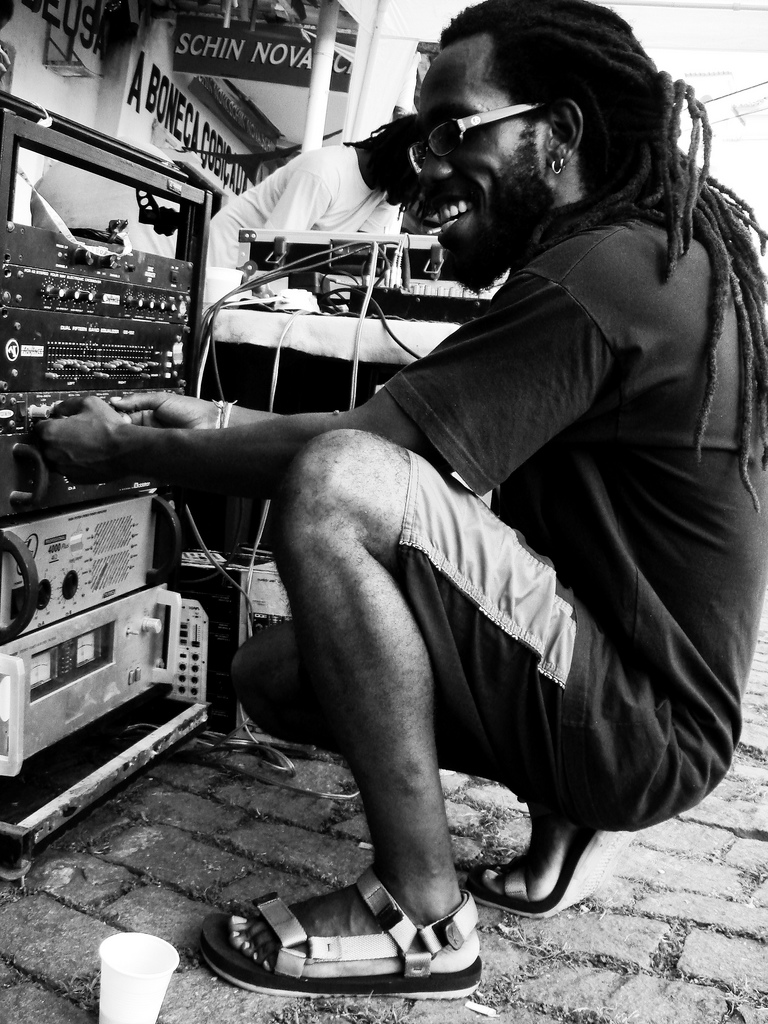
音響を調節するサウンド・システムのエンジニア

一般的にサウンド・システムは、移動式の巨大なスピーカー・セットとアンプ・セット、ターンテーブル、レコード（その多くはダブ・プレート）を保有している。集団を指しては特にサウンド・クルーまたはサウンド・マンとも呼び、一般的には、曲を掛けるセレクター、かけた曲の説明をするなどして場を盛り上げるMC、スピーカー・セットの状態を良好に保つエンジニアで構成される。トースティングをするディージェイが所属している場合もある。ジャマイカ人がイギリスに移住すると、サウンドシステムはイギリスの地に根をおろした。
曲の説明は元々はDJの仕事であったが、U・ロイの登場以降、DJが歌手やヒップホップで言うラッパーのようなレコーディング・アーティストになっていったために、専門職としてのMCが生まれた。こうしてレゲエでのDJは他のジャンルでのDJの概念とずれが生じたため、混同を避けるために「ディージェイ (deejay)」とも表記される。

## 歴史
サウンド・システムは1940年代にジャマイカの首都、キングストンのゲットーで生まれた。当初は酒屋、バーの経営者等がストリートにスピーカーを持ち出し、アメリカ合衆国のリズム・アンド・ブルースやブギウギなどをかけたりしていた。当時、ジャマイカではオーディオセットは普及していなかったため、多くの島民にとってはレコードを鑑賞できるよい機会だった。最初期に活動したサウンド・システムはトム・ザ・グレート・セバスチャン、ウォルドロン、カウント・ニック・ザ・チャンプ、グディーズであった。
ジャマイカ国内でスカが多く録音されるようになるにつれて、ダンスのできる娯楽の場所へと変わっていった。サウンド・システムのオーナーは、併せてレーベルを経営するようになり、客から入場料を取ったり、食物やアルコール、レコードを販売することで利益を上げた。
スカの誕生によってレコードレーベル経営者は、積極的に音楽をプロデュースするようになる。重要な2人のレーベル経営者は、コクソン・ドッドとデューク・リードであった。ジャマイカ音楽の代表的なレーベルであるスタジオ・ワンとトレジャー・アイルは、それぞれこの2人のサウンド・システム、コクソン・ダウンビート (Coxsone Downbeat) とトロージャン (The Trojan) が発展したものである。

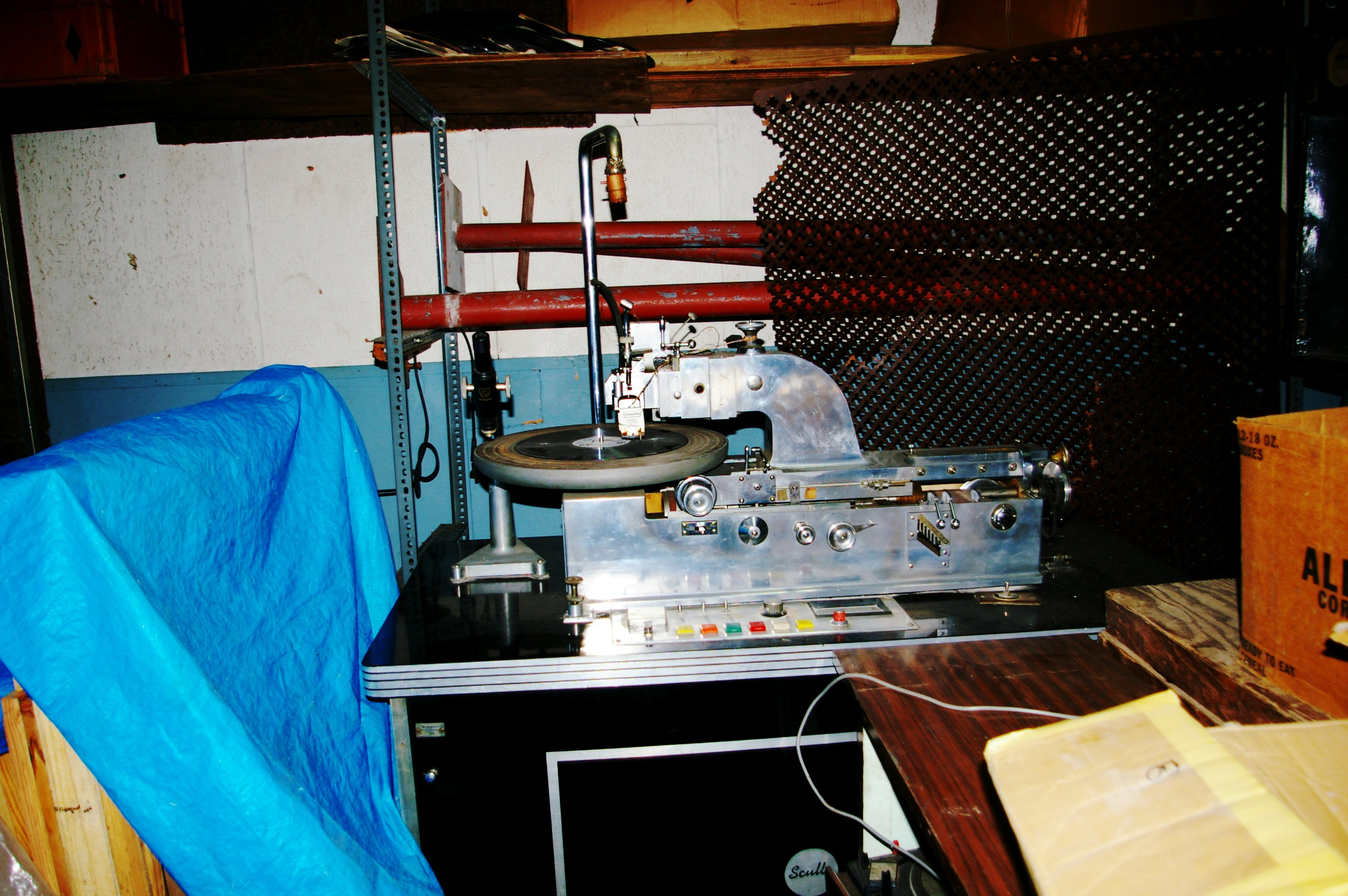
ダブ・プレートのカッティング・マシーン

ロックステディが流行した60年代後半には、サウンド・システムの数も増え、各サウンド間の競争は激化した。競争はハードとソフトの両方に大きな進化をもたらした。スピーカー設備はより巨大な音が出るように改善され、サウンドのオーナー（兼レーベルの経営者）たちは選曲に趣向を凝らすことはもちろん、特注レコードであるダブ・プレートを量産した。
また、ディージェイやセレクターを引き抜き合ったり、時には暴力で他のサウンドともめることもあった。また、他のサウンドのスパイにプレイした曲を知られないようにするため、レコードの曲名部分のラベルを削り取ったりしていた。

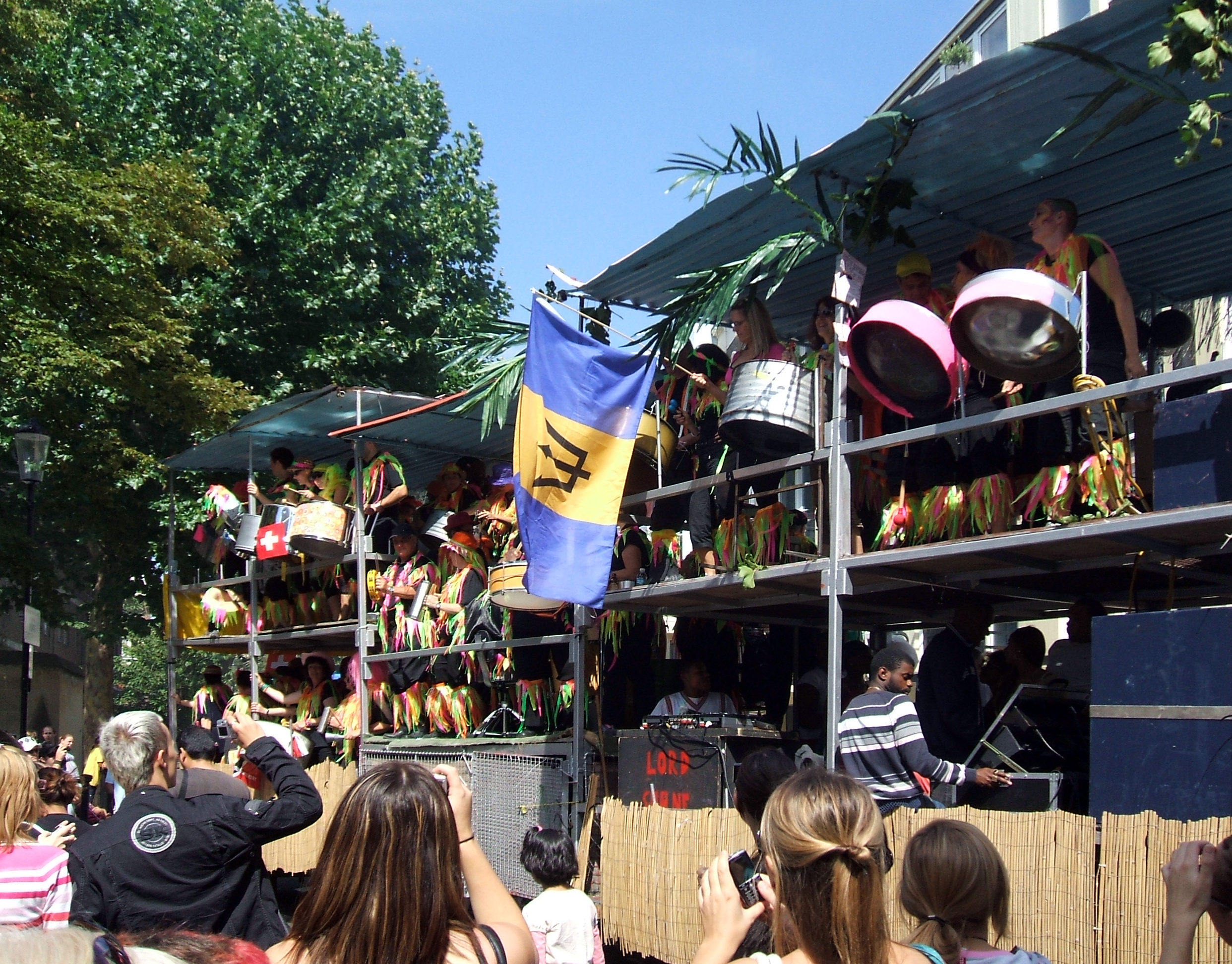
ノッティングヒル・カーニバルにおいてスティール・バンドと共演するサウンドシステム

1948年から1962年に連邦移民法によって移民が制限されるまで、イギリスに移住するジャマイカ人は年平均3万人を下らなかった。この大量移民時代はサウンドシステムという文化が世界に知れ渡るきっかけともなった。1964年、ジャマイカをはじめとするカリブ系移民によって始められたノッティング・ヒル・カーニバルは現在も続く世界最大のサウンド・システム・イベントに成長し、毎年多くの観光客を集めている。
また、1967年にジャマイカからアメリカ合衆国のニューヨークに移民したクール・ハークは、当地で自身のサウンド・システム、ハーキュローズを立ち上げ、ヒップホップ音楽誕生に大きく貢献した。
ジャマイカ系移民が少ない国や地域でもサウンド・システムは徐々に浸透していった。日本で初めて活動したサウンド・システムは1984年にランキンタクシーが立ち上げたタクシー・ハイ・ファイである。

### ラバダブ

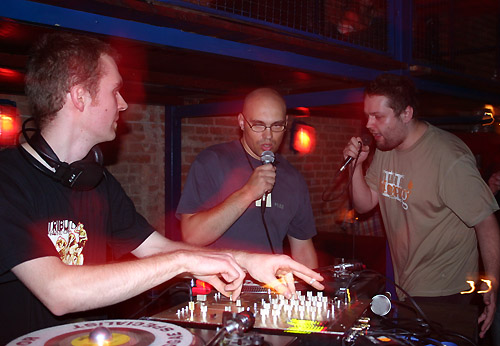
ポーランドのサウンド・システム、ラブ・パルスによるラバダブスタイル

サウンド・システムにはディージェイがいて、歌を抜いた曲（ヴァージョン）に合わせて自由に即興でトースティングをしていた。これが発展して、多くのディージェイが一堂に会して、セレクターのかけるヴァージョンに即興でトーストし、次々にマイクを渡していく1980年代に隆盛を極めたショーの形式を「ラバダブ・スタイル  (rub-a-dub style) 」または「パート・ツー・スタイル (part 2 style)」 と呼ぶ。サウンドの選曲よりもむしろディージェイに注目が集まる形式だ。またそのようなショーを売り物にするサウンド・システムのことを「ラバダブ・セット」と呼ぶ。通常ショーの前半は新人のディージェイが出てきて、最後は人気ディージェイが出てくる。このラバダブによって、ディージェイのトーストの技術も発展し、現在のダンスホール・レゲエの隆盛に大きく寄与している。この時代のラバダブ・セットとしてはキング・スターガフ、キラマンジャロ (Killamanjaro)、キング・ジャミーズ等が有名。

### ジョグリン
これに対して、90年代前半以降流行したサウンド・システムが2台のターンテーブルを巧みに操り次々とレコードをかけるショーの形式を、「ジョグリン (jugglin)」と呼ぶ。また、そのようなサウンドを「ジョグリン・サウンド」または「ソウル・セット」という。ジョグリン1990年代中葉以降ではもっとも頻繁に行われているショー形式で、純粋に踊ることを目的とした、ダンスホール本来の味を出したショーと言える。1990年代を代表するジョグリン・サウンドとしてはストーン・ラブ (Stone Love) 、レナッサンス (Renaissance) 等がある。

### 21世紀

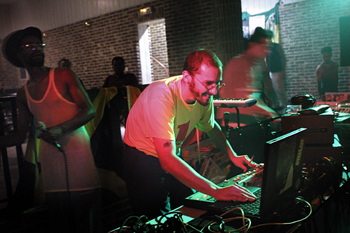
パソコンを使い選曲するフランスのサウンド、パイレートダブ

2000年代以降、優れた音響設備を備えたクラブが増え、また、そうした屋内施設での興行が一般化したために、サウンド・クルーがスピーカーを保有する理由はなくなってきている。そのため、スピーカーセットを保有していないクルーも「サウンド・システム」と呼ばれる傾向がある。しかし、歴史と一定の経済力のあるサウンド・システムは、巨大なウーハーを常に持ち運んでいるし、常にダブ・プレートを発注し続けている。
しかしながら、従来のターンテーブルとレコードを使用しての形式にも変化が表れている。以前のように市販の曲やダブ・プレートをターンテーブルでかける、というスタイルが依然として残っているものの、音響機器の発達により、2000年代以降はCDやスクラッチ・ライブなどのパソコンから曲を直接プレイするという方式が採用されるようになった。

## サウンド・クラッシュ
サウンド・システムのもっとも特徴的なショー形式が「サウンド・クラッシュ (sound clash) 」（または単にクラッシュ）である。これはサウンド・システム同士が、決まった時間で交互にそれぞれの持っているレコードやダブ・プレートを、例えば1ラウンド30分で4ラウンドといったルールのもとでかけ、勝敗を決めるものである。記録に残る最初のサウンド・クラッシュは1952年に行われたトム・ザ・グレート・セバスチャン対カウント・ニック・ザ・チャンプであるが、当初は相手サウンドのケーブルを切る、スピーカーを倒すなど直接的暴力に繋がることもしばしばあったため、徐々に下記のようなルールが整備されていった。
1995年にジャマイカのポートモアにて行われたニューヨークのキング・アディーズ (King Addies) 対ジャマイカのキラマンジャロのクラッシュは一万人を動員した。当時最も勢いと実力のあったサウンド・システム同士のこの伝説のクラッシュ以降、クラッシュは主にダブ・プレートのみでの勝負というのが暗黙のルールとなった。
これ以降、多数の「クラッシュ・サウンド」、すなわちサウンド・クラッシュを戦うことに重点を置いたサウンド・システムが世界中に存在している。サウンド・システムにとってサウンド・クラッシュは、実力を測るための最も分かり易い指標であり、ビッグ・サウンドになるためにはクラッシュで勝つことが一番の近道となっている。1990年代後半以降は「ワールドクラッシュ」などのサウンドクラッシュの世界大会が開かれるようになり、日本のマイティ・クラウンやドイツのセンチネル、カナダのレベル・トーンら、ジャマイカ以外のサウンドが度々優勝した。このように日本やヨーロッパのサウンドが活躍する一方で、メトロメディア、ブラックキャットなどジャマイカのサウンド・システム達も活躍し続けている。

### ルール
サウンドクラッシュとはダブプレートやMCの発言を用いて敵のサウンドを攻撃し合い、どちらのサウンドが盛り上がったかを観客が判定するものである。一方的な展開になった場合を除き、最終的に「チューン・フィ・チューン  (tune fi tune) 」または「ダブ・フィ・ダブ (dub fi dub) 」と呼ばれる、1曲ごとに交互にかける延長戦に入り、勝敗を決める事が多い。
1990年代中盤までは1ラウンドの時間も長く、チューンフィチューンを制したサウンドが勝者となる場合が多かったが、ワールドクラッシュが人気を集めて以降は、「バイアス (bias、えこひいき)」による判定を防ぐために各ラウンド毎にどのサウンドが勝ったかをその都度決めて、最終的に獲得したラウンド数で勝者を決める形式で行われるようになった。また、サウンド・クラッシュの開催形式も、時代の変化や新たなサウンドの勃興と共に進化していき、様々なルール が加えられていった。特に市販レコードのみで行われるクラッシュは人気があり、「フォーティファイブ・クラッシュ (45 clash)」と呼ばれている。

## 主なサウンド・システム

### ジャマイカ
- キラマンジャロ - 1998年ワールド・クラッシュ優勝
- キング・ジャミーズ・スーパーパワー - キング・ジャミーのサウンド
- キング・スターガフ - U・ロイのサウンド
- キング・タビーズ・ホームタウン・ハイファイ - キング・タビーのサウンド
- サー・コクソンズ・ダウンビート - コクソン・ドッドのサウンド
- ストーン・ラブ - 「ソウル・セット」形式のサウンドの先駆け
- トロージャン - デューク・リードのサウンド
- ブラック・キャット - 2009年ワールド・クラッシュ優勝
- プリンス・バスターズ・ピープルズ・チョイス - プリンス・バスターのサウンド
- ベース・オデッセイ - 2001年ワールド・クラッシュ優勝
- ボディガード - 1993年ワールド・クラッシュ優勝
- メトロメディア
- レナッサンス・ディスコ - スクラッチ、リミックスなどヒップホップDJ的手法を初めてレゲエに取り入れた

### イギリス
- On-Uサウンド - エイドリアン・シャーウッドによるサウンドシステム
- サクソン - イギリスにおけるダンスホール・スタイルの先駆。ティッパ・アイリー、スィーティー・アイリーらを輩出
- ジャー・シャカ - UKニュー・ルーツを牽引
- ソウル・II・ソウル - ヴァージン・レコードよりメジャーデビューし、グラミー賞を獲得
- デヴィッド・ロディガン - BBC、KISS FMなどで過去30年間に亘りDJとして活動
- ワイルド・バンチ - マッシヴ・アタックの前身

### 日本
- Crystal Noise - 2004年Def Jam JapanよりデビューしたCrystal Movementのサウンドシステム
- INFINITY16 - 2007年ユニバーサルミュージックよりメジャーデビュー
- サンセット - 同名のレーベルを主宰しビクターエンタテインメントより配給
- ジャッジメント - Global Gold Cup Sound Splash'99優勝
- タクシー・ハイファイ - 1984年にランキンタクシーが創立した日本最古のサウンドシステム
- バーンダウン - SOUTH YAAD MUZIKを主宰しビクターエンタテインメントより配給
- ブラスター　- 2007年ユニバーサルミュージックよりメジャーデビュー
- マイティ・クラウン - ワールドクラッシュ1999優勝。横浜レゲエ祭主宰。FIRE BALLを輩出
- Mighty Jam Rock - ビクターエンタテインメントよりメジャーデビュー
- レッド・スパイダー - 東芝EMI、ビクターエンタテインメントよりメジャー配給。KENTY-GROSSらを輩出

### アメリカ
- キング・アディーズ - ジャマイカのキラマンジャロとともに1990年代以降のサウンド・クラッシュ流行に貢献
- ダウンビート - コクソン・ドッドが1983年にニューヨークに設立したサウンド
- ハーキュローズ - 1967年クールハークが創立し、ヒップホップ誕生に貢献
- ブラックチャイニー - エイコン、ニーナ・スカイらをプロデュース
- マッシブ・B - WQHT (HOT 97) にて20年にわたり選曲

### カナダ
- レベル・トーン - ワールドクラッシュ2003優勝

### ドイツ
- ポウポウ - 2001年、ヨーロッパのサウンドとして初めてワールドクラッシュ出場。同年より同名のレーベルを主宰

## 主なサウンド・クラッシュ大会

### アメリカ合衆国
- World Clash

### ジャマイカ
- Death Before Dishornour

### イギリス
- Global Gold Cup

### 日本
- 衝撃
- 仁義なき戦い
- リアルクラッシュ
- WARGWAAN